# 穆罕默德-禮薩·拉希米
穆罕默德-禮薩·拉希米（波斯語：‎；1949年1月11日—）伊朗政治家。
穆罕默德-禮薩·拉希米於1980年至1992年是庫爾德斯坦選出的伊朗議會議員，並曾經出任庫爾德斯坦省省長。2005至2009年間出任司法及議會事務主席，伊朗總統馬哈茂德·艾哈邁迪內賈德於2009年9月13日宣佈由他出任第五任伊朗副總統。2013年卸任。穆罕默德-禮薩·拉希米同時是德黑蘭阿薩德大學法律學院的院長。

## 聲稱擁有博士學銜
穆罕默德-禮薩·拉希米自稱擁有牛津大學的博士學銜，遭到許多伊朗消息來源的質疑和爭論，他又稱擁有貝爾福德大學的博士學銜，貝爾福德大學被描述為「經網上途徑輕易取得證書的野雞大學」。伊朗議員艾哈邁德·塔瓦庫利（Ahmad Tavakkoli）的一個網站上發佈了一些文檔，意指拉希米偽造文件。

## 貪污指控
據兩名伊朗伊斯蘭議會議員宣稱，拉希米是一股被稱為「法特米圈子」的貪污集團的頭領，該貪污集團在德黑蘭法特米街有一間辦公室。與艾哈邁德·塔瓦庫利關係緊密的伊朗議員納德蘭批評司法機構不逮捕拉希米。伊朗另一位議員穆塔哈里促請艾哈邁迪內賈德就此事與司法機關合作，嚴肅對待這項指控。

## 註腳
1. ↑  . alef.ir.   [April 13, 2011]. （原始内容存档于2011年4月16日）.
2. ↑  . alef.ir.   [April 13, 2011]. （原始内容存档于2011年7月26日）.
3. ↑  .   [April 14, 2011]. （原始内容存档于2011年4月16日）.
4. ↑  .   [April 14, 2011]. （原始内容存档于2011年4月16日）.